# Zasady go
Zasady go – zbiór zasad regulujący sposoby rozgrywania partii go.
W przeciwieństwie do na przykład międzynarodowych szachów, mających tylko jeden powszechnie uznany zbiór reguł i niechętnych do wprowadzenia jakichkolwiek zmian, istnieje wiele zbiorów zasad go i są one częściej modyfikowane. Najpopularniejsze zbiory zasad to zasady chińskie, japońskie, oraz amerykańskie (zasady AGA). Zasady mogą pozornie różnić się diametralnie, w praktyce jednak dają nieznacznie się różniącą grę. 
Różne zbiory zasad wykorzystują różne systemy punktacji. Współcześnie używane systemy punktacji to punktacja terytorialna (japońska) oraz obszarowa (chińska). W praktyce różne systemy punktacji dają zwykle ten sam rezultat.  

## Plansza

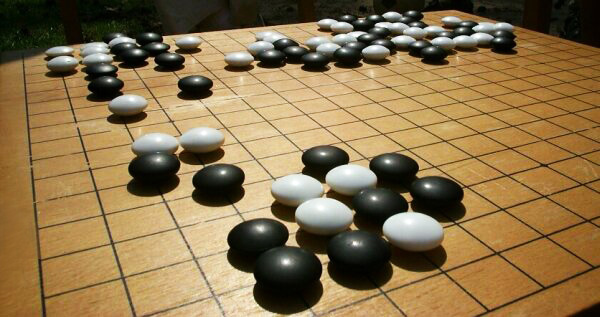
Goban – 碁盤 (plansza do gry w Go) z kamieniami zagranymi w czasie gry

Go rozgrywa się na planszy (goban – 碁盤), na której wyznaczone są linie. Gracze – czarny i biały – kładą na przemian kamienie na przecięciach tych linii. Powszechnie używane plansze mają naniesione siatki linii o takiej samej liczbie linii pionowych i poziomych – zwykle 19, 13 lub 9 linii, rzadziej używa się innych rozmiarów.
Tradycyjne plansze mają nieparzystą liczbę linii w każdym kierunku, aby umożliwić granie równo odległe od rogów czy boków oraz z przyczyn ideowych – centrum planszy (tengen) reprezentuje doskonałość. Z tych powodów nawet plansze o nieortodoksyjnej liczbie linii prawie zawsze mają ich nieparzystą liczbę.
Plansza może być początkowo pusta lub też mogą być już na niej kamienie handicapowe. 

## Rozgrywka

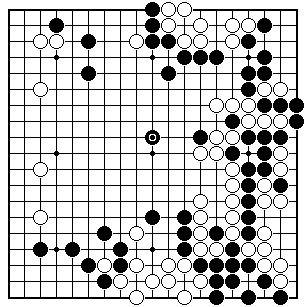
Diagram z gry jednego z największych graczy w historii go – Shūsaku Hon’inbō

Po opcjonalnym rozstawieniu kamieni początkowych gracze na przemian stawiają po jednym kamieniu swojego koloru na którymś z pustych pól. Mogą też nie skorzystać z tego prawa (pas). Jeśli gracze kolejno spasują, można ogłosić koniec gry i policzyć wyniki. Według niektórych reguł następuje to automatycznie, według innych można kontynuować grę jeśli jeden z graczy wyrazi taką chęć – zwykle jeśli nie zgadzają się oni co do oceny sytuacji na planszy i chcą sprawdzić status grup przez rozegranie.
Współcześnie pierwszy ruch wykonuje czarny, chyba że na planszy są czarne kamienie handicapowe, w którym to przypadku pierwszy ruch ma biały.
Grupa to zbiór wszystkich kamieni tego samego koloru, połączonych bezpośrednio liniami. Jeśli po postawieniu kamienia któraś (jedna lub więcej) z grup przeciwnika nie sąsiaduje z żadnym pustym przecięciem, zostaje zabita (lub w innej terminologii wzięta do niewoli). Kamienie te są zdjęte z planszy i zależnie od zasad mogą trafić z powrotem do właściciela (jeśli jeńcy nie liczą się w punktacji) lub też do tego, który wziął je do niewoli (jeśli liczą się w punktacji, można też zapisać ilość jeńców, a same kamienie zwrócić właścicielowi). W każdym razie nie biorą już udziału w grze.
Jeśli ruch spowodował zabicie jakiejś grupy przeciwnika, na jej miejscu pojawiają się wolne przecięcia, więc postawiony kamień na pewno żyje. Postawienie go w miejscu, w którym nie ma kontaktu z żadnym wolnym przecięciem ani żadną grupą własnych kamieni sąsiadującą z jakimiś wolnymi miejscami, oznacza samobójstwo. Samobójstwo pojedynczego kamienia jest według wszystkich reguł, które zajmują się tym problemem, nielegalne – ponieważ sytuacja po takim ruchu jest taka sama jak przed nim (nie licząc straconego jeńca), można równie dobrze wykonać pas. Bardziej skomplikowanym problemem są samobójstwa grup kamieni – dostawienie kamienia w miejscu ostatniego oddechu grupy, które nie generuje żadnego nowego oddechu. W pewnych wyjątkowo jednak rzadko spotykanych przypadkach takie samobójstwo jest pożądane. Większość reguł jednak zabrania również i tego.

## Reguła ko

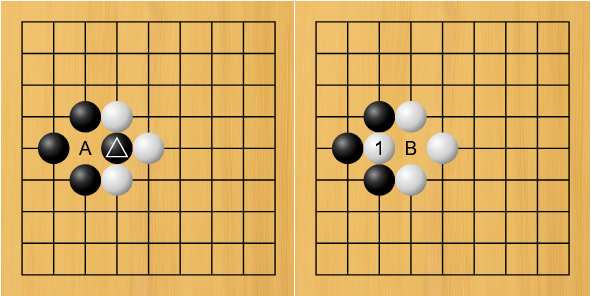
Po lewej: gracz biały może zbić kamień zaznaczony trójkątem grając w A. Po prawej sytuacja po zbiciu kamienia. Gracz czarny nie może teraz zbić kamienia nr 1, gdyż przywróciłoby to sytuację z poprzedniego ruchu. Gracz czarny będzie mógł zagrać w B dopiero gdy zmieni się sytuacja na planszy.

Zwykle istnieją pewne reguły zapobiegające zapętleniu się gry – wszystkie współczesne reguły zawierają zasadę ko, która mówi, że zabitego przed chwilą kamienia nie można odbić, jeśli powodowałoby to powrót do sytuacji wyjściowej (nie licząc tego, że obaj gracze mają teraz po jednym jeńcu więcej). Trzeba wykonać co najmniej jeden inny ruch. Niektóre ze zbiorów zasad zajmują się też innym powtórzeniem sytuacji na planszy. Najczęściej ma to miejsce, jeśli na planszy jest kilka (zwykle 3) niezależnych ko jednocześnie i gracze biorą je na przemian. Niektóre reguły (superko) zabraniają powtórzenia tej samej sytuacji na planszy dwa razy lub częściej ("więcej niż dwa razy"), co w praktyce oznacza ruch raz czarnymi, raz białymi. Tradycyjne reguły japońskie pozwalają (w żadnym razie nie wymuszają) w takim wypadku zakończyć grę "bez wyniku" (co jest innym wynikiem niż remis jigo (持碁) – w profesjonalnych turniejach taką grę się powtarza. Uzasadnienie jest następujące: jeśli jeden z graczy i tak wygrywa, może poświęcić takie wielokrotne ko, jeśli żaden gracz nie może poświęcić takiego ko, oznacza to, że zależy od niego wynik, a ponieważ wynik zależy od czegoś nierozstrzygalnego, to wyniku nie ma.

## Komi
Czarny jako rozpoczynający jest w lepszej pozycji niż biały. Żeby gra była bardziej równa, biały gracz otrzymuje kilka punktów rekompensaty (komi). Jest to najistotniejsza nowożytna modyfikacja reguł go, zastosowana po raz pierwszy w XIX wieku, a rozpowszechniona w wieku XX. Od jej wprowadzenia trwają nieustanne spory o "dokładną wartość komi". Początkowo było to 4, potem 4,5 (połówkę dodano, żeby zapobiec remisowi), współcześnie 5,5 (co jest powszechnie uznawane za zbyt mało, jednak nadal jest najpopularniejszą wartością), 6,5 (w 2002 japońskie turnieje zawodowe przeszły na tę wartość) i rzadziej 7,5. W niektórych turniejach nieortodoksyjnych komi wyznacza się metodą jeden dzieli, drugi wybiera – jeden gracz wybiera komi, drugi bierze czarne albo białe, zależnie od tej wartości. Komi wybrane tą metodą to zwykle 6,5 lub 7,5.

## Systemy punktacji

### Wstęp

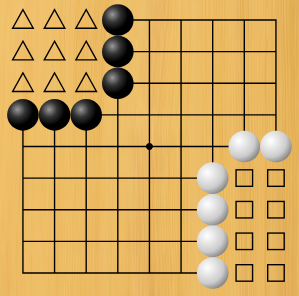
Czarny gracz zajął terytorium oznaczone trójkątami. Biały gracz zajął terytorium oznaczone kwadratami. Pozostała (pusta) część planszy to terytorium niczyje (tak zwane dame).

Współcześnie w zbiorach zasad są dwa główne systemy liczenia wyników: japoński i chiński, które w praktyce dają taki sam rezultat. W obu systemach liczy się punkty za terytorium. Terytorium to przecięcia linii otoczone całkowicie kamieniami jednego koloru i/lub krawędzią planszy. W przeszłości były w użyciu także inne systemy punktacji. Przed policzeniem punktów zdejmuje się z planszy grupy zbyt małe, żeby mogły utworzyć dwoje oczu.  

### Punktacja terytorialna (japońska)
W systemie japońskim procedura liczenia punktów wygląda następująco:
- usuwa się wszystkie martwe grupy na terytorium przeciwnika (nie usuwa się martwych grup na terytorium niczyim);
- liczy się 1 pkt. za każde przecięcie na własnym terytorium;
- liczy się 1 pkt. za każdego jeńca;
- dodaje się punkty komi.

Wyznaczanie, które grupy są martwe, może być w pewnych przypadkach bardzo skomplikowane.

### Punktacja obszarowa (chińska)
W systemie chińskim gracz otrzymuje po 1 pkt. za każde pole swojego terytorium oraz po 1 pkt. za każdy żywy kamień na planszy. Jeńcy się nie liczą. Na koniec uwzględnia się komi. 

### Tradycyjna punktacja chińska (stone scoring)
W tradycyjnej punktacji chińskiej gracz otrzymywał 1 pkt. za każdy żywy kamień na planszy. Co za tym idzie w tradycyjnej punktacji chińskiej należało wypełnić całe terytorium za wyjątkiem dwóch oczu potrzebnych do przetrwania grupy.   
Stone scoring był najprawdopodobniej oryginalną punktacją w go: opisuje go jeden z manuskryptów z Dunhuang z czasów Północnej Dynastii Zhou (557–581) będący najstarszym znanym podręcznikiem go. Gdy go trafiło do Japonii około 700 roku sposób liczenia punktów był już usprawniony: stone scoring został zastąpiony punktacją terytorialną z tzw. group tax. Tradycyjna punktacja chińska przetrwała w niektórych regionach Chin do początku XX w.  

### Group tax
Group tax polega na odjęciu 1 pkt. za każde oko potrzebne do przetrwania grupy co daje po 2 pkt. w przypadku żywych grup. W przypadku grupy w seki z okiem należy odjąć 1 pkt. 
Group tax był reliktem stone scoring: stone scoring zawiera go automatycznie gdyż każda (żywa) grupa potrzebuje dwojga oczu, a zatem niemożliwe jest wypełnienie ich wszystkich. Był używany z punktacją terytorialną zarówno w Chinach jak i w Japonii. W Japonii zaprzestano używania group tax, gdyż czynił punktację terytorialną zawiłą. W Chinach za rządów dynastii Ming wprowadzono punktację obszarową, w której używano group tax. Group tax jest prawdopodobną przyczyną dla której oczy w seki nie liczą się w zasadach japońskich.

### Porównanie systemów punktacji
Punktacja japońska i chińska w praktyce dają zwykle taki sam rezultat partii. Jeśli nie było kamieni handicapowych i gracze postawili tyle samo kamieni, to różnica liczby kamieni, które zostały na planszy, jest równa różnicy liczby jeńców, a co za tym idzie, różnica w wyniku jest identyczna.  
Tradycyjna punktacja chińska jest równoważna współczesnej punktacji chińskiej przy nałożeniu group tax na liczbę grup.

## Zbiory zasad

### Zasady japońskie
Zasady japońskie: 
- Punktacja: terytorialna.
- Komi: 6,5 pkt.
- Oczy w seki: nie liczą się.
- Samobójstwo: zabronione.
- Superko: nie.

W zasadach japońskich niepotrzebne zagrywanie wewnątrz swojego terytorium powoduje utratę punktów. Z tego powodu duży wpływ na wynik mają też reguły określania, które grupy są żywe, a które martwe. Innym problemem jest uznanie przez współczesne oficjalne reguły japońskie (konflikt ma kilkaset lat, interpretacja zmieniała się wielokrotnie i do dziś nie ma zgody) grup ratowalnych tylko przez ko za martwe (dotyczy to głównie tzw. "zgiętej czwórki" w rogu). W przypadku obecności nieusuwalnych gróźb ko ich zabicie kosztowałoby jednak dużo gracza atakującego, tak więc są one często w praktyce żywe. W przeciwieństwie do poprzedniego problemu ta sytuacja trafia się relatywnie rzadko. Dame w zasadach japońskich nie ma żadnego znaczenia. 

### Zasady chińskie
Zasady chińskie: 
- Punktacja: obszarowa.
- Komi: 7,5 pkt.
- Oczy w seki: liczą się.
- Samobójstwo: zabronione.
- Superko: tak.

Ponieważ za każdy żywy kamień otrzymuje się 1 pkt., to przed spasowaniem należy wypełnić dame. Ponieważ w zasadach chińskich jeńcy nie mają żadnego znaczenia, to zagrywanie wewnątrz wrogiego terytorium bez szans na utworzenie żywej grupy nie powoduje bezpośrednio utraty punktów. Grając według chińskich zasad można złapać wszystkie martwe grupy przeciwnika na swoim terytorium przed spasowaniem, gdyż nie spowoduje to utraty punktów. Z tych powodów zasady chińskie są łatwiejsze w użyciu przez początkujących.

### Zasady amerykańskie (zasady AGA)
Zasady AGA: 
- Punktacja: terytorialna lub obszarowa[13]. Domyślnie punktacja terytorialna[13].
- Komi: 7,5 pkt.
- Oczy w seki: liczą się.
- Samobójstwo: zabronione.
- Superko: tak.

Opracowane przez Amerykańską Federację Go (American Go Association). Cechą wyróżniającą zasady AGA jest to, że gracz pasując przekazuje kamień jako jeńca przeciwnikowi oraz to, że biały musi spasować ostatni (spasować drugi raz, jeśli to konieczne). Przekazywanie kamienia jako jeńca powoduje, że gdy jeden gracz pasuje, a drugi kładzie kamień, to różnica liczby jeńców zmienia się tak samo jak różnica kamieni na planszy.   
Drugi pas białego jest kluczowy, gdy czarny zajmuje ostatnie dame. Czarny zajmując ostatnie dame położył o jeden kamień więcej od białego. W ten sposób zdobył 1 dodatkowy punkt w punktacji obszarowej ale 0 w punktacji terytorialnej. Aby wyrównać punktację terytorialną i obszarową trzeba dać czarnemu 1 dodatkowy punkt w punktacji terytorialnej. Stąd drugi pas białego. W ten sposób wynik obliczony systemem terytorialnym jest zawsze taki sam jak wynik obliczony systemem obszarowym.  
Ponieważ w zasadach AGA pasując przekazuje się kamień jako jeńca przeciwnikowi, to przed spasowaniem, podobnie jak w zasadach chińskich, należy wypełnić dame. Gdy na planszy nie ma już dame zagrywanie wewnątrz swojego lub wrogiego terytorium (bez szans na utworzenie żywej grupy) nie powoduje utraty punktów. 
Francuska Federacja Go używa zasad AGA od 1994 roku. Brytyjska Federacja Go używa zasad AGA od 2007 roku. 
Zasady AGA obowiązują na Kurniku. Wersja zaimplementowana na Kurniku jest stara (z 1991 roku). Komi w tej wersji wynosiło 5,5 pkt.

## Handicap
Najczęstszym niepustym ustawieniem początkowym są czarne kamienie handicapowe dla słabszego gracza, ustawione w punktach hoshi. Niektóre zasady dopuszczają dowolne stawianie kamieni handicapowych, choć zwykle nie korzysta się z tego prawa i stawia się je w tradycyjnym położeniu.

## Reguły turniejowe i zwyczaje
Istnieją też reguły nienależące do samej gry, ale niezbędne do jej ustalania oraz tradycyjne reguły grzecznościowe.
Wybór, kto gra czarnym, a kto białym, w przypadku równych graczy ustala się przez losowanie, zwykle za pomocą nigiri – jeden gracz bierze pewną liczbę kamieni, drugi zgaduje czy jest ona parzysta czy nieparzysta. Jeśli zgadł, wybiera kolor, jeśli nie, kolor wybiera przeciwnik.
Jeśli jeden z graczy jest słabszy, zwykle to on gra czarnymi, przy czym jeśli różnica jest mała (1 stopień) gra czarnymi bez komi (a dokładniej z komi 0,5, żeby zapobiec remisom), jeśli większa – dostaje tyle kamieni handicapowych, ile wynosi różnica stopni obu graczy. W grach turniejowych prowadzi się zwykle równe gry, niezależnie od rankingów.
Gracze mają zazwyczaj określony "czas główny" na ruchy, po wykorzystaniu którego przechodzi się na "czas dodatkowy" – według "systemu kanadyjskiego" określona liczba ruchów (zwykle 25) musi być wykonana w danej jednostce czasu, po czym czas liczy się od nowa dla kolejnych ruchów. Według "systemu japońskiego" jest kilka okresów, i jeśli ruch zostanie wykonany w czasie danego okresu, na kolejny ruch znowu jest pełny okres, w przeciwnym razie traci się ten okres i zaczyna się liczyć kolejny – po utracie ostatniego następuje przegrana przez czas. Niektóre turnieje nie przewidują czasu dodatkowego, czasem w ogóle nie liczy się czasu.
Zwyczaj nakazuje przed wykonaniem pierwszego ruchu pozdrowić partnera japońskim zwrotem onegaishimasu albo życzyć mu dobrej / pięknej / miłej gry.
Pierwszy ruch w grach równych jest tradycyjnie wykonywany w prawej górnej ćwiartce planszy – gracz wykonując ten ruch musi się nieco pochylić, co przypomina ukłon. Odpowiedź białego następuje w jednym z dwóch narożników po prawej stronie planszy (patrząc od strony gracza białego). W grach handikapowych czarne kamienie układa się począwszy od prawego górnego narożnika, po którym wstawia się kamień w lewy dolny narożnik. W przypadku trzech handikapów ostatni kamień stawia się w wolnym rogu po swojej stronie planszy, a w przypadku większej ich liczby – dalsze kamienie układa się w zależności od ich liczby: lewy górny narożnik, prawy dolny, lewy i prawy brzeg, górny i dolny brzeg. Ostatni kamień w przypadku nieparzystej liczby handikapów ustawia się w środku planszy (tengen). Właściwą grę zaczyna gracz biały zwykle w wolnym narożniku po swojej stronie planszy, a jeżeli takiego nie ma – atakując prawy górny róg.
Gracz może też zrezygnować. Dobry zwyczaj nakazuje rezygnację, jeśli wygrana jest już niemożliwa. Początkującym często trudno ocenić, kto wygrywa i o ile, tak więc często ciągną do końca gry, które powinno się już dawno przerwać.
Po skończeniu gry zwyczaj nakazuje podziękowanie przeciwnikowi za grę. Gry, z wyjątkiem gier szkoleniowych, w żadnym razie nie można komentować w trakcie, natomiast dobrze jest zamienić parę słów na jej temat po jej zakończeniu. W dyskusji wypada używać form "białe", "czarne" zamiast "ja", "ty", chociaż nie jest to bezwzględnie przestrzegane.
Widzowie nie powinni przeszkadzać w grze, dotykać sprzętu, ani w żaden sposób wpływać na jej przebieg.

## Nietypowe odmiany go
Rengo – gra parami lub większymi drużynami na jednej planszy. Drużyny wykonują ruchy na zmianę, a w ramach drużyny gracze wykonują ruchy w kolejności określonej przed grą. Uzgadnianie i komentowanie ruchów pomiędzy graczami drużyny jest niedozwolone, każdy gracz analizuje sytuację na planszy samodzielnie. W przypadku gier handicapowych wielkość handikapu ustala się porównując średnie arytmetyczne zawodników po obu stronach.
Gry par PairGo, mikst – rengo, w której grają pary różnopłciowe. Obowiązuje kolejność ruchów: "czarna" kobieta, "biała" kobieta, "czarny" mężczyzna, "biały" mężczyzna. Jeżeli przed grą jest losowanie kolorów (nigiri), to jest ono wykonywane przez kobiety. Od 1999 r. w Polsce są rozgrywane corocznie Mistrzostwa Polski Par, a czołowe pary biorą udział w Mistrzostwach Europy Par oraz Mistrzostwach Świata Par.
Go drużynowe – rozgrywane pomiędzy zawodnikami trzyosobowych drużyn równocześnie na trzech planszach. Nigiri (jeżeli jest) jest przeprowadzane przez kapitanów drużyn (najsilniejszych graczy), grających na pierwszej planszy. Na drugiej planszy (przy której grają gracze "średni") kolory są odwrócone, a na trzeciej (gracze najsłabsi) – takie, jak na pierwszej. Rozgrywkę drużynową wygrywają gracze, którzy wygrają więcej gier (dwie lub trzy).
Go jednokolorowe – odmiana gry, w której obydwaj gracze stawiają na planszy białe kamienie. Muszą oni przy tym pamiętać, które kamienie są czyje, a więc jaki mają "kolor". Zwykle grane jako rozrywka, urozmaicenie lub w ramach ćwiczeń.
Go ślepe – odmiana, w której gracze nie widzą zagrań przeciwnika. Całą sytuację na planszy widzi jedynie sędzia, który dysponuje trzecią planszą i przenosi na nią zagrania obydwu graczy. Sędzia informuje także graczy, gdy proponowany ruch jest zabroniony, a także o atari i zbiciu kamieni.
Go na torusie – odmiana, w której plansza jest "zawinięta" w obydwu kierunkach, tak że dolny brzeg sąsiaduje z górnym, a prawy – z lewym. Grywany w celach rozrywkowych.
AtariGo lub PonnukiGo – odmiana gry przeznaczona przede wszystkim dla małych dzieci. Gra się na planszy 9x9, a jej celem jest zbicie jednego lub większej, z góry ustalonej liczby kamieni przeciwnika. Również reguły gry są nieco uproszczone – pominięte są wszystkie reguły, których stosowanie nie miałoby sensu, np. ko.